# Клијање семена
Клијање семена је низ сложених биохемијских и физиолошких промена кроз које ембрион пролази, користећи мобилисане резервне материје из семена, расте и развија се.
После сазревања и одвајања од материнске биљке семе остаје једно време у стању привидне неактивности. Изузетак је вивипарија. Да би дошло до промене стања мировања, и да би отпочео процес клијања, треба да буду задовољена три битна услова:
- семе мора да буде клијаво (ембрион мора да буде жив и да је способан да да нову биљку);
- спољашњи услови за клијање (вода, топлота, кисеоник) треба да буду повољни;
- интерне сметње (дормантност) треба да буду отклоњене.[1]

## Процес клијања
Процес се одвија у неколико фаза које се међусобно преплићу:
1. усвајање воде
2. морфолошке промене
3. трансформација и транслокација хранљивих материја
4. коришћење хранљивих материја[2]

Промене које се углавном одвијају истовремено могу се поделити на: механичке (бубрење), хемијске (растварање и трансформација хранљивих материја) и морфолошке (раст и развиће клице).
Усвајање воде зависи од водног потенцијала ћелија семена (Ψ ћелије), а представља се на следећи начин:
где је Ψπ = осмотски потенцијал (-); Ψс = потенцијал матричних компоненти (-); Ψр = потенцијал притиска (тургора) (+)
Усвајање воде одвија се у три фазе и у свакој фази нека од компоненти водног потенцијала има главну улогу:
1. фаза: Имбибиција
 Водни потенцијал ћелије зрелог сувог семена је много већи од оног из окружујуће средине (земљишта) и може да износи -1000 бара (-100 MPa), а његова вредност је висока због високог негативног матричног потенцијала (колоидне структуре ембриона, хранљивих материја и омотача семена) (Ψћелије = Ψπ + Ψс + Ψр). Имбибиција се одвија без обзира на то да ли је семе дормантно или не, живо или мртво. Одликују је: оштра граница између влажних и сувих делова семена, стално бубрење и повећање влажних зона и повећање садржаја воде у влажним зонама.
2. фаза: Фаза спорог упијања воде
 Матрични потенцијал (Ψс) не игра више значајну улогу, а усвајање зависи од баланса осмотског потенцијала (Ψπ) и потенцијала тургора (Ψр)(Ψћелије = Ψπ + Ψс + Ψр). Водни потенцијал спада на -10 до -15 бара. Фаза се одликује јаком метаболичком активношћу као припремом за издуживање коренка. На крају ове фазе коренак пробија микропилу. Ово је кардинална тачка после које исушивање има кобне последице. Расту коренка претходи трансформација хранљивих материја уз помоћ ензима. Скроб се помоћу α-амилазе трансформише у декстрин, а овај, помоћу β-амилазе у малтозу; полисахариди се инвертазом разлажу до моносахарида; масти се липазом разлажу на масне киселине и глицерол, а онда пероксидазом на моносахариде; беланчевине се разлажу протеазом на аминокиселине.
3. фаза: Усвајање воде због снижавања осмотског потенцијала
 Усвајање воде се повећава због снижавања осмотског потенцијала (Ψћелије = Ψπ + Ψс + Ψр) као последице образовања осмотски активних супстанци малих молекулских маса хидролизом хранљивих материја у фази после пробијања микропиле. После трансформације хранљивих материја у проста једињења која су приступачна ембриону, следи њихова транслокација до тачака раста, што представља 3. фазу процесе клијања.
Четврта фаза процеса клијања је коришћење хранљивих материја до преласка на аутотрофан начин исхране. 
Трајање сваке фазе је различито и зависи од појединих особина значајних за усвајање влаге: нивоа и капацитета влаге у супстрату, пропустљивости семењаче, величине семена, интензитета дисања и услова везаних за ниво влаге, температуру и састав супстрата. Могуће је да различити делови семена пролазе кроз различите фазе усвајања влаге: код крупног семена ембрион или врх коренка (који је близу површине) могу да се издужују (3. фаза), док масивно ткиво хранљивих материја још увек није потпуно упило воду (1. фаза). Старије семе спорије упија влагу од свежег, а  семе смрче брже бубри од семена белог бора али после 24 часа нема разлике.

## Типови клијања
Биљке клијају на два начина: надземно (епигеично, фанерокотиларно)и подземно (хипогеично, криптокотиларно). После пробијања радикуле кроз микропилу код епигеичног клијања издужује се хипокотил износећи семењачу и котиледоне ван земље. Код хипогеичног клијања котиледони остају затворени у семењачи, хипокотил остаје кратак, а епикотил се издужује износећи примарне листове ван земље. Познати су и прелазни облици ова два начина - епихипогеично клијање (код сребрнолисног јавора). Епигеично клијање имају четинари, јавор, јасен, липа..., а хипогеично гинко, кестен, храстови, дивљи кестен, гвоздено дрво, глицинија...

## Спољашњи фактори
Као и за чување семена, за клијање су пресудни исти спољашњи фактори: влага, топлота, кисеоник и светлост (за позитивно фотобластичне врсте). Овде важи закон минимума, што значи да до клијања неће доћи ако сви фактори имају оптималне вредности, а само један од њих је испод минимума, односно, сви утицајни фактори морају да буду изнад минимума.

### Влага
Садржај влаге је главни фактор који контролише прелазак биљке из ембрионалне у јувенилну фазу, дужину очувања клијавости и преживљавање клијавца. У додиру са влагом семе почиње да је упија, великом снагом због колоидне грађе.
Основни фактори од којих зависи упијање су особине семена и његовог омотача (дебљина семењаче однос запремина/површина...) и количина расположиве влаге у средини у којој је семе (+ температура). 
Семе већине врста клија подједнако добро при количини влаге од пољског капацитета до тачке вењења. Код неких врста, посебно оних са израженом интерном дормантношћу, са смањењем влаге, клијање се блокира јер је смањено испирање инхибиторних материја из семена. Код других семе изложено вишку влаге продукује слуз која спречава продор кисеоника до ембриона па успорава клијање.

### Температура
Температура контролише: време почетка клијања (како због контроле дормантности, тако и због климатске адаптације), као и динамику раста клијаваца. Семе многих врста које је у фази мировања (када није усвојило влагу) може да издржи релативно високе температуре. Може да се кува неколико секунди (због дезинфекције), или да поднесе температуре које се развијају у пожару у природи. Температура утиче више на динамику клијања него на проценат. Динамика се убрзава са порастом температуре до оптимума, а затим долази до успоравања клијања до горњег песимума када долази до оштећења семена. Проценат може да остане готово исти ако температура изађе из опсега оптимума уз продужетак времена за клијање.
Температурни распон за клијање семена дрвећа и жбуња није потпуно проучен, али је евидентно различит за разне врсте: смрча 7-32 °C (оптимум 15-25 °C), бели бор 4-40 °C (оптимум 12-30 °C), буква, јавор, ружа, воћкарице одмах изнад 0 °C. 
Семе различитих врста може се сврстати у четири групе према оптималним температурама за клијање. Припадност групи најчешће је у корелацији са климатским пореклом.
1. Семе толерантно на ниже температуре оптимум за клијање налази на температурама од 24 до 30 °C, минимум је 4,5 °C, а максимум је између 30 и 40 °C.
2. Семе које захтева ниже температуре имају медитеранске врсте које користи зимску сезону као повољнију за клијање. Оно не клија на температури изнад 25 °C, што се може назвати и термодормантношћу семена.[9]
3. Семе које захтева више температуре је семе суптропских врста које при клијању може да  буде оштећено температуром испод 10 °C.
4. Семе које захтева променљиве температуре (ноћна 20 °C, дневна 30 °C) је семе код кога је тригер разлика у дневној и ноћној температури која се јавља само у површинском делу земљишта. Семе које захтева променљиве температуре не клија ако нема дневних температурних промена што му омогућава мировање чак и при потпуној имбибицији ако је дубоко у земљишту где се не осећају промене температуре.

### Кисеоник
Кисеоник је неопходан за дисање семена. Интензитет дисања се повећава са напредовањем клијања, а тиме и потребе за кисеоником. Недостатак кисеоника изазива успорено ницање или потпуно спречава клијање. После обилних киша или претераног заливања на тежим или недренираним земљиштима прилив кисеоника може да буде спречен. Са повећањем температуре расту и потребе за кисеоником. Повећање концентрације кисеоника стимулише клијање, мада у чистом кисеонику клијања нема, а на клијање негативно утиче и загађени ваздух.

### Светлост
Постоје 4 групе семена у зависности од захтева према светлости:
1. Врсте које губе брзо клијавост (за неколико недеља) ако им је семе у мраку. У овој групи је неколико епифита: Viscum album, Ficus aurea, Areuthobium oxycedri.
2. Врсте које боље клијају на светлости, али клијају и у мраку: јела, ариш, смрча, бели и црни бор, дуглазија, јова, бреза, багрем...
3. Врсте код којих је клијање инхибирано светлошћу: Allium, Amaranthus...
4. Врсте код којих светлост нема утицаја: кедар, јавор, јасен, кестен, храст, липа...

- Семе имеле брзо губи клијавост ако је изложено светлости.
- Семе јеле боље клија ако је изложено светлости.
- Семе празилука инхибирано је светлошћу.
- Семе ране липе је индиферентно на светлост.

Семе стимулисано на клијање светлошћу назива се фотобластичним, док семе код кога светлост инхибира процес клијања нефотобластично. Фотобластично семе одликује се малом количином хранљивих материја и по правилу је врло ситно. За преживљавање клијаваца код врста са оваквим семеном је од велике важности да клијају на светлости. 
Што се квалитета спектра, и утицаја његових делова тиче, нека истраживања са семеном салате, које спада у 2. групу, показују стимулативно дејство црвених и инхибиторно дејство тамноцрвених зрака. Помоћу пигмента фитохрома биљка региструје квалитет светлости. Највећи ефекат постиже осветљавањем црвеном светлошћу таласне дужине 660 nm, док тамноцрвена 730 nm поништава ефекат црвене.
Код клијаваца са епигеичним клијањем светлост различито утиче на поједине делове на хипокотил инхибирајуће, а на епикотил стимулативно. У мраку одвија се супротно (хипокотил се издужује -етиолира, а епикотил остаје између склопљених котиледона).
Пресудну улогу светла у фази кад клијавац пређе на аутотрофан начин исхране не треба посебно истицати.